# Take Me Back to London
«Take Me Back to London» es una canción interpretada por el cantante y compositor británico Ed Sheeran junto al rapero estadounidense Stormzy. Fue lanzada el 12 de julio de 2019 para el cuarto álbum de estudio de Sheeran No.6 Collaborations Project. La pista fue escrita por Ed Sheeran , Jacques Webster, Fred Gibson y Joseph Saddler. Alcanzó la primera posición en las lista del Reino Unido después del lanzamiento de su remix.

## Antecedentes y lanzamientos
Fue lanzada el 12 de julio de 2019 para el cuarto álbum de estudio de Sheeran No.6 Collaborations Project. Sheeran y Stormzy la presentaron juntos en los Brit Awards 2017.  Un tiempo después del lanzamiento de la canción, dos integrantes de Black Country cantaron una versión que se volvió viral.
«Take Me Back to London» es una con sonidos grime. Según Aron A. de HotNewHipHop, Sheeran muestra sus barras en el disco mientras intercambia versos con Stormzy". En la canción se escucha a Sheeran "alardear" sobre lo bruto de su ÷ Tour. La pista fue escrita por Ed Sheeran , Jacques Webster, Fred Gibson y Joseph Saddler, mientras que la producción fue llevada a cabo por Skrillex, Kenny Beats y Fred.

## Crítica y recepción
Raisa Bruner deTime escribió que «Take Me Back to London» recibe un toque melódico Sheeran, mientras que Stormzy aumenta la energía de la canción. Jon Caramanica de The New York Times escribió que Stormzy "hace un trabajo admirable de rapear ferozmente pero lo suficientemente cortés como para no eclipsar al anfitrión".

## Versión Remix
Una versión remix del tema fue lanzado como sencillo el 23 de agosto de 2019 junto al artista inglés Jaykae y el rapero inglés Aitch.
El director KC Locke filmó un video musical para el remix en Mánchester, Birmingham y Londres. Empieza con imágenes de Sheeran y Stormzy desgarrando el campo de Rolls Royce Cullinan, tiempo después se les unen Jaykae y Aitch.

## Créditos y personal
Créditos adaptados de Genius.
- Ed Sheeran - voz, compositor
- Fred: batería, teclado, guitarra, bajo, programación, coros, producción, ingeniería de sonido
- Skrillex - producción
- Kenny Beats - producción
- Jaycen Joshua - mezcla
- Jacob Richards - asistencia técnica
- Mike Seaberg - asistencia técnica
- DJ Riggins - asistencia técnica
- Michael Ilbert - ingeniería de sonido
- Joe Rubel - ingeniería de sonido

## Posicionamiento en listas
| Listas (2019)                                   | Mejor posición |
| ----------------------------------------------- | -------------- |
| Alemania (Official German Charts)               | 68             |
| Australia (ARIA)                                | 29             |
| Bélgica (Ultratop) Flanders                     | 44             |
| Canadá (Canadian Hot 100)                       | 59             |
| Dinamarca (Tracklisten)                         | 26             |
| Escocia (Official Charts Company)               | 10             |
| Eslovaquia (Singles Digitál Top 100)            | 17             |
| Estados Unidos (Bubbling Under Hot 100 Singles) | 16             |
| Hungría (Stream Top 40)                         | 38             |
| Irlanda (IRMA)                                  | 7              |
| Nueva Zelanda Hot Singles (RMNZ)                | 29             |
| Países Bajos (Single Top 100)                   | 69             |
| Reino Unido (UK Singles Chart)                  | 1              |
| República Checa (Singles Digitál Top 100)       | 21             |
| Suecia (Sverigetopplistan)                      | 44             |

## Certificaciones
| País (organismo certificador) | Certificación | Unidades certificadas |
| ----------------------------- | ------------- | --------------------- |
| Canadá (Music Canada)         | Platino       | 80 000                |
| Dinamarca (IFPI Dinamarca)    | Oro           | 45 000                |
| Polonia (ZPAV)                | Oro           | 25 000                |
| Reino Unido (BPI)             | 2x Platino    | 1 200 000             |